# سيا
سيا كيت إيزوبيل فورلر (بالإنجليزية: Sia Kate Isobelle Furler) (مواليد 18 ديسمبر 1975) هي مغنية وكاتبة غنائية أسترالية، ولدت في في مدينة أديليد في أستراليا. بدأت مسيرتها الفنية كمغنية في فرقة الجاز «كريسب» المحلية في منتصف التسعينات. عام 1997، عندما تفككت فرقة كريسب، أصدرت سيا أول ألبوم لها تحت اسم «أونلي سي» على فلايفورد ريكوردز في أستراليا. بعد ذلك انتقلت إلى لندن في إنجلترا وغنت مع الثنائي زيرو سفن.
عام 2000، وقعت سيا على عقد مع شركة سوني وأصدرت ألبومها الثاني. غير راضية عن ترويج الألبوم، قررت توقيع عقد مع غو بيت وإطلاق ألبومها الثالث «كولور ذا سمول وان» عام 2004. في العام التالي، انتقلت سيا إلى مدينة نيويورك الأمريكية وبدأت سياحتها حول الولايات المتحدة. أطلقت سيا إصداريها الرابع والخامس «سم بيبل هاف ريل بروبلمز» و«وي آر بورن» في 2008 و2010 تواليّا. عام 2014، أصدرت ألبومها السادس «اثاوزند فورمز اوف فير» والذي سبقه إصدارها لأغنتيها المشهورة «شاندلير». في التاسع والعشرين من يناير 2016، أصدرت ألبومها السابع «ذيس ايز اكتينك».
سيا تدمج الهيب هوب، الفانك والسول كقاعدة لأسلوبها الصوتي. عام 2014، تم تصنيفها بالمركز الــ97 ضمن أغنى الاستراليين تحت سن الأربعين عامًا من قبل مجلة «بي ار دبل يو» (BRW). نالت موسيقاها مجموعة من الجوائز العالمية من بينها «جوائز آريا» و«جوائز ام تي في للموسيقي».

## ألبوماتها
| الألبوم                       | باللغة الإنجليزية              | سنة الإصدار |
| ----------------------------- | ------------------------------ | ----------- |
| نظرة واحدة                    | OnlySee                        | 1997        |
| الإلتئام صعب                  | Healing Is Difficult           | 2001        |
| لون أصغرهم                    | Colour The Small One           | 2004        |
| بعض الأشخاص لديهم مشاكل حقيقة | Some People Have Real Problems | 2008        |
| نحن مزدادون                   | We Are Born                    | 2010        |
| 1000 شكل من أشكال الخوف       | 1000 Forms of Fear             | 2014        |
| هذا تمثيل                     | This Is Acting                 | 2016        |
| عيد الميلاد كل يوم            | Everyday Is Christmas          | 2017        |
| LSD                           | LSD                            | 2019        |

## أفلامها ومسلسلاتها
| الفيلم        | باللغة الإنجليزية         | سنة الإصدار |
| ------------- | ------------------------- | ----------- |
| آني           | Annie                     | 2014        |
| خلاب          | Charming                  | 2017        |
| مهرتي الصغيرة | My Little Pony: The Movie | 2017        |
| موسيقى        | Music                     | فبراير 2021 |
| الأرنب بيتر   | Peter Rabbit              | 2018        |
| تشارمنغ       | Charming                  | 2018        |
| المسلسل       | باللغة الإنجليزية         | سنة الإصدار |
| شفاف          | Transparent               | 2014        |

## وصلات خارجية
- سيا على موقع IMDb (الإنجليزية)
- سيا على موقع روتن توميتوز (الإنجليزية)
- سيا على موقع ألو سيني (الفرنسية)
- سيا على موقع ميوزك برينز (الإنجليزية)
- سيا على موقع رولينغ ستون (الإنجليزية)
- سيا على موقع أول موفي (الإنجليزية)
- سيا على موقع أول ميوزيك (الإنجليزية)
- سيا على موقع ديسكوغز (الإنجليزية)
- سيا على موقع ديسكوغز (الإنجليزية)
- سيا على موقع قاعدة بيانات الفيلم (الإنجليزية)

- الموقع الرسمي